# Nokona rubra
Nokona rubra is een vlinder uit de familie wespvlinders (Sesiidae), onderfamilie Sesiinae.
De wetenschappelijke naam van de soort werd voor het eerst geldig gepubliceerd door Arita & Toševski in 1992. De soort wordt wel in het ondergeslacht Aritasesia geplaatst.
De soort komt voor in het Palearctisch gebied.